# Battaglia di La Flèche
La battaglia di La Flèche è stata una battaglia della prima guerra di Vandea combattuta l'8 dicembre 1793 a La Flèche, durante la Virée de Galerne.

## La battaglia
In seguito alla sconfitta subita nell'assedio di Angers, i vandeani in ritirata si diressero verso La Flèche inseguiti dalla cavalleria di Westermann. La città era occupata dai 4 000 uomini del generale Chabot che aveva distrutto il ponte sulla Loira, unico accesso alla città. I vandeani così si trovarono bloccati sulla riva del fiume col il rischio di venire circondati da Westermann.
La Rochejaquelein allora decise di attaccare subito: con sangue freddo ordinò ad un suo ufficiale Piron di ritardare l'arrivo della cavalleria di Westermann, mentre lui alla testa di 400 cavalieri con altrettanti fanti saliti sul cavallo di ognuno di questi, percorse tutta la riva del fiume fino a trovare un guado, quindi attaccò alle spalle le truppe di Chabot, i repubblicani confusi e in preda al panico si ritirano immediatamente dalla città.

Fece, quindi, riparare il ponte in modo da raggiungere più velocemente il resto del suo esercito affidato a Piron, una volta giunto in suo aiuto La Rochejaquelein si scontrò con l'esercito di Westermann riuscendo ad avere la meglio.
Grazie a questa vittoria, i vandeani ottennero due giorni di riposo prima di ripartire per Le Mans.